# Mack 10
Pour les articles homonymes, voir Mack.
Mack 10, de son vrai nom Dedrick D'Mon Rolison, né le 9 août 1971 à Inglewood en Californie, est un rappeur américain appartenant au gang des Bloods. Il signe au label Priority Records, et y publie son premier album solo, Mack 10. L'année suivante, en 1996, il lance, aux côtés d'Ice Cube et de WC, le groupe de hip-hop Westside Connection, qui publiera la même année leur album à succès Bow Down.

## Biographie

### Jeunesse et débuts
D'origine afro-américaine et mexicaine, Rolison est né le 9 août 1971 à Inglewood, une ville située dans le South Los Angeles au même titre que Compton ou Carson. Remarqué par Ice Cube au milieu des années 1990, Rolison signe au label Priority Records en 1995 et y publie son premier album solo, Mack 10, la même année,, classé 33e du Billboard 200. Après ce premier album, et parallèlement à sa carrière solo, Mack 10 monte, avec ses acolytes Ice Cube et WC, le groupe de hip-hop Westside Connection en 1996. Il contribue à leur album Bow Down publié le 22 octobre la même année,, qui se classe deuxième du Billboard 200 et est certifié disque de platine par la RIAA. La même année, Mack 10 participe à quelques bandes-son comme Nothin' But the Cavi Hit de Rhyme and Reason, et Hoo-Bangin', de The Substitute.
Le 16 septembre 1997, Rolison publie son deuxième effort solo, Based on a True Story, qui contient le single à succès Backyard Boogie, classé 14e du Billboard 200. À cette période, le mouvement gangsta rap de la côte ouest américaine s'éparpille graduellement avec la dissolution de Death Row Records, la mort de 2Pac, et le retrait de Too Short, notamment. Le 6 octobre 1998, Mack 10 publie un troisième album, The Recipe, classé 15e du Billboard 200. Il s'agit d'un album collaboratif dont quasiment toutes les chansons fait participer d'autres rappeurs ; l'album sert également de tremplin dans la création du propre label de Mack 10, Hoo-Bangin' Records. Le single le mieux accueilli issu de l'album s'intitule Money's Just a Touch Away en featuring avec Gerald Levert, qui atteint la 54e place des Billboard Top Rap Singles. Entre la publication de ses trois premiers albums, Mack 10 compte de nombreux singles comme Foe Life, On Them Thangs, Bow Down, Gangstas Make the World Go Round, Backyard Boogie, et Money's Just a Touch Away. Le 24 août 1999, Mack 10 publie une mixtape intitulée Hoo-Bangin': The Mix Tape qui fait participer l'intégralité des artistes signés à son label Hoo-Bangin' Records, MC Eiht, Techniec, CJ Mac, the Comrads, et Chilldrin of da Ghetto. Elle atteint la 87e place des Billboard RnB Albums.

### Période Cash Money
Le succès de Mack 10 commence à décliner avec la publication de son quatrième album, The Paper Route, publié le 5 septembre 2000. Il fait participer Ice Cube et Timbaland à la production, ainsi que T-Boz (son épouse de l'époque) de TLC et Too Short, et contient des singles comme From tha Streetz, Tight to Def, ainsi que Nobody avec Timbaland, Ice Cube, et WC. Bien que classé 19e du Billboard 200, l'album n'atteint pas le succès et les ventes escomptés. Toujours en 2000, Mack 10 incarne le personnage de Tackoma Bleed dans la série télévisée Dark Angel (saison 1, épisode 9). Durant la même période, Mack 10 quitte Priority Records et signe avec Cash Money Records. Pour AllMusic, il s'agit d'un « contrat surprenant » sachant que Cash Money est un label orienté Dirty South dont les membres notables sont Juvenile et Lil Wayne ; cependant, le label cherchait à étendre sa popularité et offrira à Mack 10 la possibilité d'allier rap West Coast et Dirty South. Finalement, Mack 10 publie son cinquième album solo, et premier au label Cash Money, Bang or Ball, le 4 décembre 2001,. L'album marque un tournant musical pour l'artiste qui se sentira plus à son aide aux côtés de Manny Fresh, producteur au label. Hate in Yo Eyes, produit par Dr. Dre et Scott Storch, est le seul single issu de l'album à atteindre les classements, plus précisément la 98e des Hot RnB/Hip-Hop Songs ; les autres singles incluent Do tha Damn Thing et Connected for Life.
Mack 10 publie un nouvel album, Mack 10 Presents da Hood, le 23 juillet 2002 qui fait participer les nouveaux membres de son label, K Mac, Deviossi, Skoop, Cousteau, Techniec. Il contient le single L.A. for Ya, et se classe 40e du Billboard 200. Mack 10 revient en 2003 avec la publication d'un nouvel album solo, Ghetto, Gutter and Gangster le 22 juin qui se classe 105e du Billboard 200 ; il marque également son retour en participant au nouvel album de Westside Connection, Terrorist Threats le 9 décembre. Ghetto, Gutter and Gangster, publié indépendamment par Bungalo, ne se vend pas si bien, malgré la présence du single à succès Lights Out ; cependant, Terrorist Threats, publié par Capitol Records, est un succès commercial et est certifié disque d'or en partie grâce au single Gangsta Nation. En 2004, Mack 10 fait partie des personnages jouables dans le jeu de combat Def Jam: Fight for NY.
L'album Hustla's Handbook, est publié le 27 septembre 2005 par Capitol. Même avec la campagne publicitaire menée par Capitol, et le single à succès Like This, en featuring avec Nate Dogg, l'album ne se classe que 65e du Billboard 200. Le 4 décembre 2007, il publie une compilation et son dernier album chez un label major, Foe Life: The Best of Mack 10.

### Soft White
Après quelques années d'accalmie, Mack 10 revient avec un nouvel album indépendant intitulé Soft White, le 29 septembre 2009. L'album se classe 141e du Billboard 200.

## Vie privée
Mack 10 a été marié à Tionne Watkins, la chanteuse principale du groupe TLC. Ils divorcent en 2004.

## Discographie

### Albums studio
- 1995 : Mack 10
- 1997 : Based on a True Story
- 1998 : The Recipe
- 2000 : The Paper Route
- 2001 : Bang or Ball
- 2002 : Mack 10 Presents Da Hood
- 2003 : Ghetto, Gutter and Gangsta...
- 2005 : Hustla's Handbook
- 2009 : Soft White

### Album collaboratif
- 2011 : Money Music (avec Glasses Malone)

### Singles
- 1995 : On Them Thangs
- 1995 : Foe Life
- 1996 : Nothin' But The Cavi Hit
- 1997 : Backyard Boogie
- 1998 : Money's Just a Touch Away
- 2005 : Like This

## Filmographie
- 1999 : Le Pacte des caïds (Thicker Than Water)